# Río Cuarto (departamento)
Río Cuarto é um departamento da Argentina, localizado na província de Córdova. Possuía, em 2019, 275.310 habitantes.